# Lasy Otwockie
Lasy Otwockie - lasy rozciągające się na Mazowszu, na południowy wschód od Warszawy, pomiędzy rzeką Świder, Karczewem, Pogorzelą Warszawską i Świerkiem. Ich powierzchnia wynosi około 2000 hektarów. Dominującym drzewem jest sosna, która stanowi około 80% całego drzewostanu. Pozostałe 20% to przede wszystkim brzozy i dęby. 85% drzewostanu zasadzono w latach 1947 - 1960, a ponad 80 lat ma tylko 15%. Wśród gatunków podszytu i runa przeważają jałowce, jarzębiny, porosty, mchy, macierzanki, trawy wydmowe i grzyby. W Lasach Otwockich licznie występują piaszczyste wydmy. Lasy Otwockie stanowią część dawnej Puszczy Osieckiej.